# Абу Нувас
Абу Нувас Хасан ибн Хани познат као Абу Нувас (арап. أبو نواس, Abū Novās) (око 756—око 814) је био класични арапски песник. Рођен у граду Ахваз у данашњем Ирану, био је син Арапина и Персијанке, он је постао мајстором свих савремених жанрова арапске поезије. Абу Нувас је исто тако уврштен у фолклористичку традицију, и јавља се неколико пута у књизи Хиљаду и једне ноћи. Сматра се једним од највећих песника арапског језика. Напустио је традиционалну арапску форму касиде и развио нове слободније лирске облике, својом љубавном лириком утицао је како на касније оријенталне песнике (Хафиза и Омара Хајама), тако и на европске песнике (попут Хајнриха Хајнеа). У јануару 2001. египатско Министарство културе је наредило спаљивање око 6.000 примерака његових књига хомоеротске тематике.
Абу Нувас је широко признат као једним од највећих арапских песника свих времена, углавном због његових винских поема. Његова мајка је била персијска кројачица, вероватно из провинције Ахваз. Његов отац, дамашчанин, преминуо је док је он био дете и његова мајка се преселила са њим у Басру. Тамо је Абу Нувас меморисао Куран у школи, проучавао исламски закон и пророчке традиције (хадис). У Басри, и касније у Куфи, Абу Нувас је наставио своје образовање у арапској поезији, арапској науци, и племенској генеалогији са неким од познатих интелектуалаца тог времена. У Куфи, он пао је под утицај развратног песника Валибаха ибн ел-Хубаба, који га је подучавао поезији и са којим је имао сексуалну везу.
Године 786. Абу Нувас се преселио у Багдад у потрази за срећом. Те године, Харун ел Рашид, који је иморталисан у исламској традицији по свом аскетизму и мудрости, и у светској имагинацији по владавини над стилизованим Багдадом Хиљаду и једне ноћи, постао је калиф. Побожни калиф вероватно је држао Абу Нуваса на дистанци. Песник исто тако није стекао наклоност ел Рашидових везира, Бармакида, чланова клана пореклом од високих свештеника будистичког храма у централноазијском граду Балху. Године 803. Бармакиди су изненадно и необјашњиво поубијани по наређењу ал-Рашида. Не зна се зашто је до тога дошло, али је најпопуларнија претпоставка који су савременици испоручивали била да се радило о незаконитој љубавној вези између везира Јафара ел-Бармакија и калифове сестре Абасах. Абу Нувас је написао једну елегију о осрамљеном клану.
Његове поеме су генерално пуне побуњеничког и често шокантног садржаја, што је обликовало песникову библиографску репрезентацију; у радовима у опсегу од префињених арапских литерарних антологија до свахилских народних прича. Абу Нувас се типично портретише као најзначајнија пијаница, блудник, и богохулник који је икад живео. Он је постао најпознатији по својим винским поемама, које отелотворују и прокламирају боемских наклоности елитних грађана Багдада, у то време космополитског центра средњовековног исламског света. Те поеме одражавају многе од интелектуалних и књижевних струја Абу Нувасовог времена.

## Историјски догађаји у Нувасово време
Године 752. је калиф Ел Мансур одлучио да изгради своју престоницу у центру Ирака, на месту где су реке Тигрис и Еуфрат најближе једна другој, на раскршћу трговински рута, које је имало здраву климу и плодну земљу. Ел-Мансур је назвао своју престоницу „Град мира”, мада га је већина људи звала старим именом села које је тамо некад постојало: Багдад. Према једној апокрифној причи, по ел-Мансуровим наредбама, градитељи су узели циглу из Ктесифонове палате, оближње престонице пораженог иранског Сасанидског царства, предсказујући визију космополитске величине која је имала за циљ надмашивање персијског двора. У центру такозваног Округлог града била је палата Абасидског калифа, крунисана Зеленом куполом и Великом џамијом. Багдадске четврти су биле подељене по географском пореклу и занимању, за засебним смештајем за Арапе, Персијце, и за, на пример, носаче воде.

## Младост и његов рад
Абу Нувасов отац, Хани, кога песник никад није упознао, био је Арапин, припадник Џизанског племена Бану Хакам, и војник у војсци Марвана II. Његова персијска мајка, која се звала Голбан, радила је као ткаља. Биографије нису у сагласности у погледу датума његовог рођења, који је у опсегу од 747 до 762. По неком изворима он је био рођен у Басри други наводе Дамаск, Бусру, и Ахваз. Његово пуно име је било al-Hasan ibn Hani al-Hakami, док је Абу Нувас његов надимак: 'Отац увојка косе' што се односило на два дуга дугачка увојка косе који су падали низ његова рамена.
Исмаил бин Нубакт је рекао о Абу Нувасу: „Никада нисам видео ученијег човека од Абу Нуваса, нити једног са тако богато опремљеном меморијом, који је поседовао тако мало књига. Након његове смрти претражили смо његову кућу и могли смо пронаћи само једну књигу која је садржала арак папира, и која је била збирка ретких израза и граматичких опсервација.”

## Егзил и затвор
Абу Нувас је био присиљен да привремено потражи уточиште у Египту, након што је написао једну елегоричну поему у којој хвали елитну персијску политичку фамилију Бармакис, моћну фамилију коју је био срушио и масакрирао калиф, Харун ел Рашид. Он се вратио у Багдад 809. године након смрти Харуна ел Рашида. Касније успеће Мухамеда ал-Амина, Харун ал-Рашидовог двадесетдвогодишњег либертанског сина (и бившег ученика Абу Нуваса) био је моћан ударац среће за Абу Нуваса. Заправо, већина научника сматра да је Абу Нувас написао већину својих поема током владавине ал-Амина (809—813). Његова најпознатија краљевска комисија била је песма („касида”) коју је компоновао као похвалу ал-Амина.
„Према критичарима свог времена, он је био највећи песник у исламу.” писао је Ф. Ф. Арбутнот у Арапским ауторима. Његов савременик Абу Хатим ал Меки често је говорио да је најдубље значење мисли било скривено у подземљу док га Абу Нувас није ископао.
Упркос тога, Абу Нувас је био затворен кад је његово пијано, развратно понашање почело да тестира чак и ал-Аминово стрпљење. Амина је касније срушио с власти његов пуритански брат, Ел-Мамун, који није био толерантан према Абу Нувасу.
Неки каснији извештаји тврде да је страх од затвора присилио Абу Нуваса да се одрекне свог раскалашног животног стила, и да је постао дубоко религиозан, док други сматрају да су његове касније покајничке поеме једноставно написане у нади да ће освојити помиловање калифа. Неки извори наводе да је ел-Мамунов секретар Зонбор преваром навео Абу Нуваса да напише сатиру против Алије, четвртог калифа и зета пророка, док је Нувас био пијан. Зонбор је затим намерно прочитао песму у јавности и осигурао наставак Нувасовог притвора. У зависности од биографског извора, Абу Нувас је било умро у затвору или га је отровао Исмаил бин Абу Сехл или обоје.

## Оставштина
Абу Нувас се сматра једним од највећих аутора класичне арапске литературе. Он је утицао на многе касније писце, неки од којих су Омар Хајам, и Хафиз — који су персијски песници. Хедонистичка карикатура Абу Нуваса се појавила у неколико прича Хиљаду и једне ноћи. Међу његовим најбољим поемама су оне којима се исмејава стара арабијска носталгија за бедуинским животом, и са ентузијазмом хвали савремени живот у Багдаду као вивидни контраст. Он је један од групе разноврсних људи којима се приписује изум књижевне форме mu‘ammā (дословно заслепљен или заклоњен), загонетке која се решава комбиновањем саставних слова речи или имена које треба пронаћи; он је сигурно је био главни пропонент форме.
Његова слобода израза, посебно по питањима забрањених исламских норми и даље узбуђује анимне цензоре. Његови радови су били у слободној циркулацији до раних година двадесетог века. Године 1932. се појавила прва модерна цензурисана верзија његових радова у Каиру. Јануара 2001, Египатско министарство културе је наредило спаљивање око 6.000 копија књига хомоеротске поезије Абу Нуваса. Сва помињања хомосексуалности су изостављена из његовог рекорда у саудијској Глобалној арапској енциклопедији.
Године 1976, кратер на планети Меркуру је био именован у част Абу Нуваса. У знатној мери фикционализован лик Абу Нуваса је протагониста романа Отац увојка (Dedalus Books, 2009) и Калифово огледало (2012) аутора Ендруа Килина, у којима је описан као шпијун који је радио за Џафар ибн Јахја.

## Издања и преводи
- ) 1986
- Са научним библиографским есејом о Абу Нувасу, који је у великој мери преузет из биографског уноса Евалда Вагнера у Енциклопедији Ислама.
- The Khamriyyāt of Abū Nuwās: Medieval Bacchic Poetry, trans. by Fuad Matthew Caswell. . Kibworth Beauchamp: Matador. 2015. Недостаје или је празан параметар |title= (помоћ). Trans. from ‘Aṭwi 1986.
- Esat Ayyıldız (2020). „Ebû Nuvâs'ın Şarap (Hamriyyât) Şiirleri”. 18: 147—173.. Bozok Üniversitesi İlahiyat Fakültesi Dergisi 18 / .

## Лажно-херојски говорник
Поема „Многе џандрљиве оштроконџе” је комично јуначка. За арапског слушатеља, протагонистово смело игнорисање његове укоравајуће жене и његова склоност уживању у скупом вину су можда могли да присете на познату оду Тарафах ибн ел-Абда, песника предисламске Арабије. У његовим и другим древним песмама, јунак, племенски ратник, пркоси својој зановетајућој жени тако што троши породичну уштеђевину у винарији. Он храбро демострира своје одсуство везаности за новац и изазива судбину. Абу Нувас је издигао такву побуну више од било ког песника пре њега. У многим од његових најоригиналнијих поема он је адаптирао позу маџина („безбрижника”). Мада став маџина прожима винске песме Абу Нуваса, он исто тако ствара свој сопствени поетски жанр, муџуна који је препознатљив по својој увредљивој сексуалној експлицитности и копролошким линијама. Такве поеме, које често описују младићева сексуална освајања, нису биле пуки сирови хумор. У њиховој вулгарности и хомоеротичности, оне су пародични одраз непорочне жудње за идеализованом женом, која је била карактеристична за тадашњу арапску љубавну поезију.
Град је убрзо постао центар трговине робом и учења, језгро онога што је историчар Адам Мец славно назвао „ренесансом ислама”. Његове џамије и домови били су домаћини састанака најутицајнијих мислилаца тог доба. Кад су арапски муслимански научници постали заинтересовани за грчке расправе у библиотекама својих хришћанских суседа, рођена је исламска филозофија и теологија. Они који су покушали да повију ислам како би одговарао аристотелској метафизици и природним наукама постали су први муслимански филозофи. Они који су покушавали да повију грчку мисао, на пример по питању вечности света, у складу са исламским веровањима постали су први муслимански теолози. Научници у абасидском Багдаду су играли кључне улоге у обликовању самог ислама, прикупљању и организовању традиције о значењу Курана и састављању ауторитативне биографије пророка Мухамеда. Граматичари, лексикографи и филолози су узели у обзир арапско наслеђе и досегли до нових и систематичких формулација арапског језика и ауторитативне антологије књижевности. По први пут, историчари посматрају успон исламске империје у глобалном светлу прошлих и савремених империја, Истока и Запада.
Мада су арапске армије поразиле Сасаниде, део покорених је наставио да практикује зороастризам, државну религију Персијског царства. Постоји слика тријумфалног и универзалног ислама која нуди новим преображеницима равноправни положај, али та слика није тачна. У своја прва два века ислам је био религија којом је владала арапска елита. Неарапи (углавном Персијанци) који су се конвертовали постали су подређени арапским племенима (мавали). Њихови покушаји да напредују у друштву су стимулисали културни живот. Интелектуалци персијског порекла брзо су постали неки од најречитијих поборника и давалаца облика арапске културе. Арапи су добијали посебне привилегије и тиме надвишавали Неарапе, неки од којих су под окриљем покрета званог шу‘убијах, заговарали супериорност неарапске, посебно персијске, културе. Персијци нису били једина багдадска неарапска култура. Неки хришћани, поборници несторијанског хришћанства, који је већина Ирачана практиковала пре арапских освајања, били су привучени новим муслиманским полисом. Исто тако, лидери древне јеврејске заједнице Ирака, препознавши вредност образовања у Багдаду, су преселили своје главне рабинске академије тамо до краја деветог века.

### Дворска култура и Абу Нувасове место у њој
Током свог слободног времена, Абасидска породица, њихови дворани, визири, службеници високог ранга у империјалној канцеларији и богати трговци у Багдаду уживали су у учтивој забави у богатим четвртима, маникирним баштама и имањима ван града. Групе таквих људи могле би кренути на луксузна крстарења низ Тигрис (Абу Нувас описује три богато изрезбарена туристичка брода које је наручио калиф ел-Амин).